# Adèle de Bellegarde
Adélaïde Victoire Noyel de Bellegarde, dite Adèle de Bellegarde, née le 24 juin 1772 à Chambéry et morte le 7 janvier 1830 à Paris, est une aristocrate savoisienne, emprisonnée lors de la Révolution française, par ailleurs modèle du peintre David.

## Biographie
Adèle est la fille aînée de Robert-Eugène-François Noyel de Bellegarde, marquis des Marches dont la famille possède le château depuis 1530, c'est une forteresse construite à la limite du Dauphiné et du duché de Savoie. Sa mère, qui appartient à une famille de la noblesse picarde, est Marie Charlotte Adélaïde Le Cat d'Hervilly (1750-1776), sœur du général Louis Charles d'Hervilly (1755-1795). Adèle a deux sœurs: Césarine Lucie (née le 30 septembre 1774) et Françoise Eléonore Aurore (née le 3 juillet 1776). Leur mère meurt lors de la naissance de cette dernière. Le père se consacre à l'éducation de ses trois filles.
Lorsque Adèle a 15 ans, elle se marie avec un cousin qui a vingt ans de plus qu'elle : Frédéric de Bellegarde. Le mariage est célébré à l'église Saint-Léger de Chambéry le 5 novembre 1787. De ce mariage naissent deux enfants : une fille, en 1789, et un garçon, en 1791.

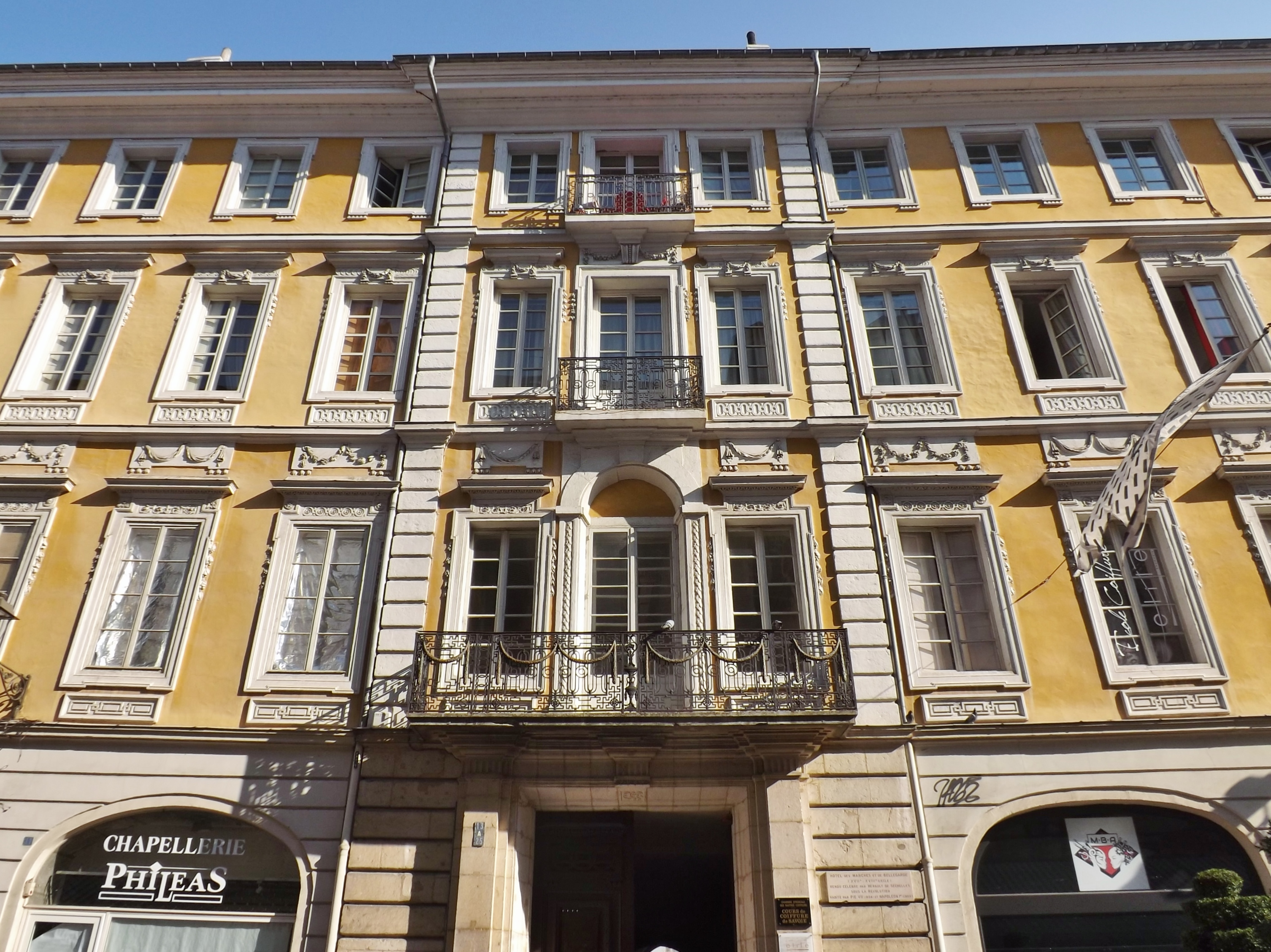
Hôtel des Marches et de Bellegarde à Chambéry, où Adèle passait ses étés.

Frédéric de Bellegarde est né à Dresde (Saxe) ; il est au service du roi de France. En novembre 1787 il vient en Savoie pour épouser Adélaïde. Il s'établit à Chambéry et s'attache alors au service du roi de Sardaigne. A la fin de l'année 1792, la Savoie est rattachée à la France mais Frédéric poursuit son engagement auprès du roi de Sardaigne, jusqu'à la conclusion de la paix entre France et Sardaigne (30 floréal an IV (mai 1796). Frédéric devient alors chambellan de la cour de Vienne et lieutenant général des armées d'Autriche. Pendant ce temps là, Adèle vit à Chambéry avec sa sœur Aurore.
Le 21 septembre 1792, les Français mettent l'armée piémontaise en déroute. Le 14 décembre 1792 des commissaires de la Convention arrivent, il s'agit de l'évêque constitutionnel Grégoire, Jagot, ancien juge de paix, Philibert Simond, prêtre défroqué, et Hérault de Séchelles, noble de robe engagé dans la Révolution. 
Adèle et Aurore se montrent de vraies républicaines. Adèle devient la maîtresse d'Hérault. Cinq mois plus tard, les délégués de la Convention repartent à Paris, avec les sœurs de Bellegarde. Hérault est alors puissant, président de la convention et membre du comité se salut public. Mais la Terreur arrive et le 2 avril 1794, avec Danton, Desmoulins et bien d'autres, Hérault est condamné à mort et guillotiné le 5 avril 1794.
Les deux sœurs sont à leur tour arrêtées, le 23 avril. Mais avec la chute de Robespierre le 9 thermidor les portes de la prison s'ouvrent.
À sa sortie de prison, Adèle produit un document signé par six citoyens de Paris attestant qu'elle est séparée de fait de son époux depuis plus de deux ans, celui-ci l'ayant abandonnée. Le divorce est prononcé, le 16 vendémiaire an III. Frédéric forme contre son épouse une demande en nullité du divorce qui n'aboutit pas. 
Soutenues par Aimée de Coigny, qu’elles ont connue en prison, les sœurs de Bellegarde retrouvent une vie parisienne cultivée ouverte aux arts. Elles fréquentent les salons (Mme Tallien, Mme de Staël, etc.). Elles sont amies avec Rouget-de-Lisle. Mme de Noailles les présente au peintre David. Celui-ci les choisit pour figurer dans son tableau, peint entre 1796 et 1799, Les Sabines. Le profil de sa sœur, qui représente le personnage d'Hersilie dans ce tableau, va servir à élaborer un timbre de La Poste pour représenter Marianne émis entre 1977 et 1982.
Adèle devient la maîtresse du chanteur Pierre-Jean Garat avec lequel elle a deux enfants : un fils, en 1801, et une fille en 1802.
Sous l'Empire, les sœurs, protégées par Talleyrand, passent une vie discrète partageant leur temps entre Paris et Chenoise où elles ont un château, venant de leur mère.
Adèle meurt le 7 janvier 1830 à Paris au domicile de son fils. Aurore meurt le 14 mars 1840.